# Nadezhda Vasílieva

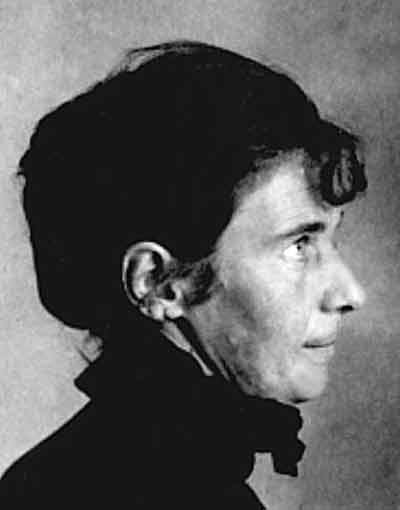
Nadezhda Ivanovna Vasilyeva en 1934

Nadezhda Ivanova-Vasilyeva (? – 1971; cirílico: Надежда Владимировна Иванова-Васильева) era una de las varias mujeres que reclamó ser la Gran Duquesa Anastasia Nikolaevna de Rusia. Vasilyeva primero apareció en Siberia en 1920, cuando intentaba viajar a China. Fue arrestada por las autoridades bolchevigues y fue encarcelada sucesivamente Nizhny Nóvgorod, Moscú, Leningrado, y en una isla gulag en el Mar Blanco. En 1934 fue trasladada a un hospital de prisión en Kazán. Le escribía cartas en francés y alemán al Rey Jorge V del Reino Unido a quien le pedía que ayudase a su "prima" Anastasia. En algún punto ella cambió su historia y dijo que era la hija de un mercader de Riga. Más tarde, ella otra vez afirmó ser Anastasia. Falleció en un manicomnio en 1971. De acuerdo en el responsable del hospital de Kazan, "excepto porque afirmaba ser Anastasia, estaba completamente sana."